# Toulouzette
Toulouzette (okzitanisch Toloseta) ist eine französische Gemeinde mit 309 Einwohnern (Stand 1. Januar 2022) im Département Landes in der Region Nouvelle-Aquitaine (vor 2016 Aquitaine). Toulouzette gehört zum Arrondissement Dax und zum Kanton Coteau de Chalosse. Die Einwohner werden Toulouzettains genannt.

## Geographie
Toulouzette liegt etwa dreißig Kilometer ostnordöstlich von Dax. Durch die Gemeinde fließt der Gabas, der hier in den Adour mündet, der die nördliche Gemeindegrenze bildet. Umgeben wird Toulouzette von den Nachbargemeinden Souprosse im Norden und Nordwesten, Cauna im Norden und Nordosten, Saint-Sever im Osten, Montaut im Süden und Südosten, Hauriet im Süden sowie Nerbis im Westen.

## Geschichte
Die Bastide von Toulouzette wurde 1321/22 gegründet.

## Bevölkerungsentwicklung
| Jahr                       | 1962 | 1968 | 1975 | 1982 | 1990 | 1999 | 2006 | 2018 |
| Einwohner                  | 372  | 341  | 303  | 300  | 257  | 269  | 267  | 325  |
| Quellen: Cassini und INSEE |      |      |      |      |      |      |      |      |

## Sehenswürdigkeiten

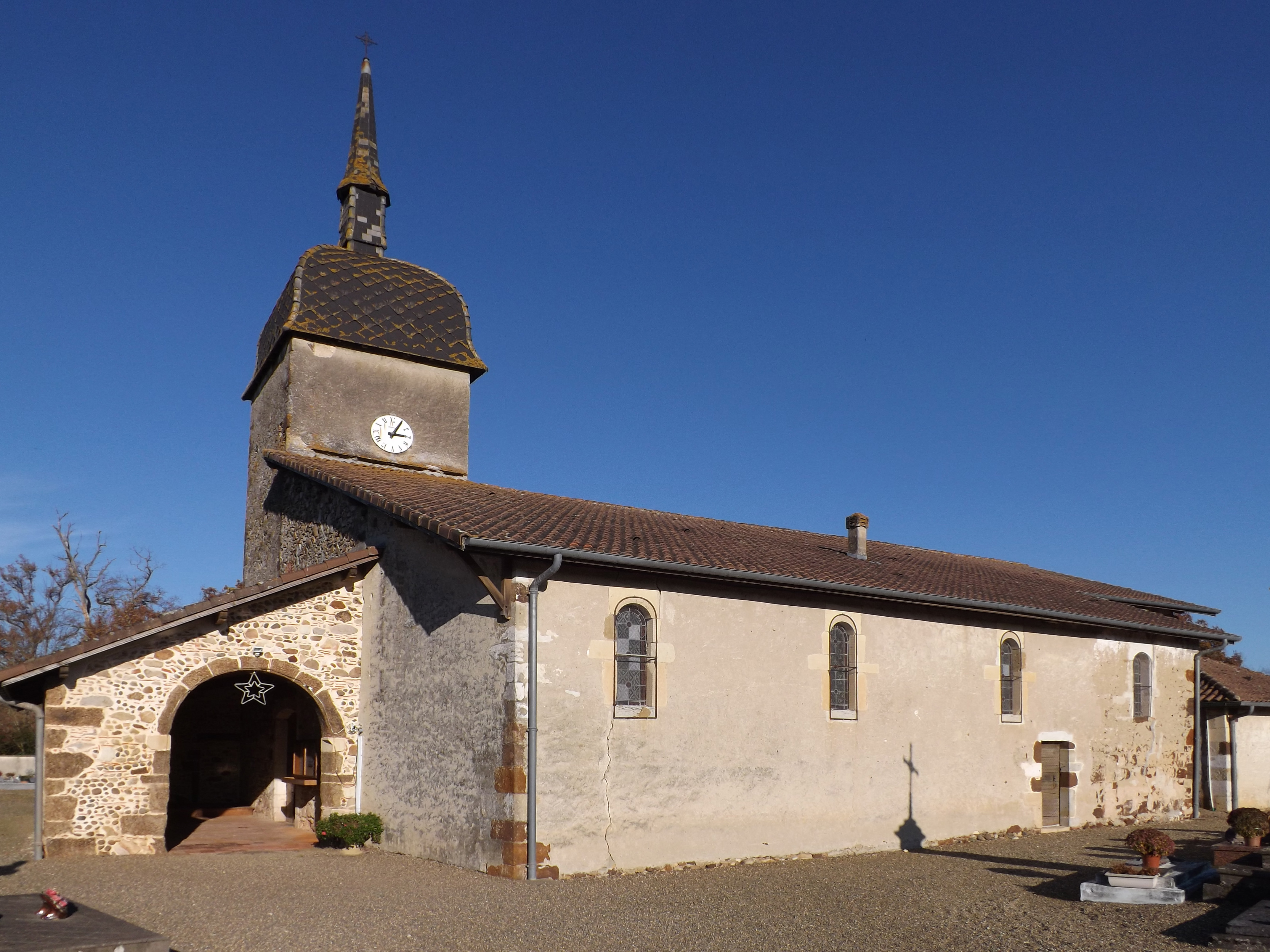
Kirche Saint-Quitterie

- Kirche Saint-Quitterie